# سواو کاتو
سواو کاتو ورزشکار مرد رشتهٔ ژیمناستیک اهل کشور ژاپن است. وی در بین سال‌های ‎۱۹۶۸ تا ۱۹۷۶ میلادی در مسابقات بازی‌های المپیک تابستانی در مجموع ۱۲ مدال، شامل ۸ مدال طلا، ۳ نقره و ۱ برنز را کسب کرد.